# Britney and Kevin: Chaotic
Britney & Kevin: Chaotic là chương trình truyền hình thực tế với ngôi sao nhạc pop Britney Spears và chồng cô Kevin Federline.

### Danh sách tập
| # | Tiêu đề                         | Phát sóng           |
| - | ------------------------------- | ------------------- |
| 1 | "Can You Handle My Truth?"      | 17 tháng 5 năm 2005 |
| 2 | "Who Said Anything About Love?" | 24 tháng 5 năm 2005 |
| 3 | "Scared to Love You"            | 31 tháng 5 năm 2005 |
| 4 | "Magic Happens"                 | 7 tháng 6 năm 2005  |
| 5 | "Veil of Secrecy"               | 14 tháng 6 năm 2005 |

## Giải thưởng
| Năm  | Chương trình       | Giải thưởng                                             | Kết quả |
| ---- | ------------------ | ------------------------------------------------------- | ------- |
| 2005 | Teen Choice Awards | Choice TV Reality/Variety Star - Male (Kevin Federline) | đề cử   |
| 2005 | Teen Choice Awards | Choice TV Show: Reality                                 | đề cử   |